# Anne Donovan

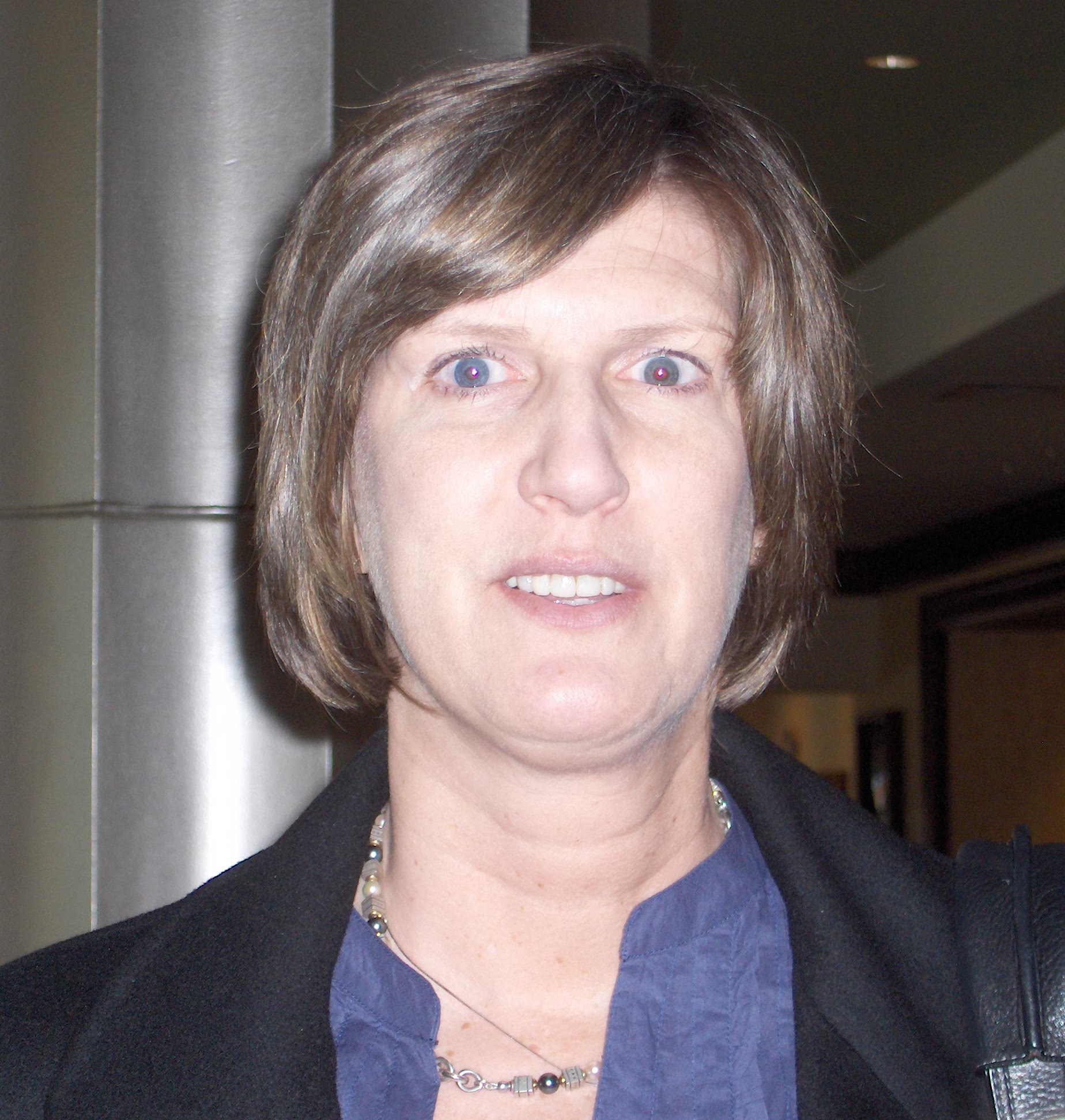
Anne Donovan (2011)

Anne Theresa Donovan (* 1. November 1961 in Ridgewood, New Jersey; † 13. Juni 2018) war eine US-amerikanische Basketballspielerin und -trainerin. Als Aktive spielte sie auf der Center-Position, gewann mit der amerikanischen Nationalmannschaft 1984 und 1988 Olympiagold und wurde nach der Vize-Weltmeisterschaft 1983 im Jahr 1986 Weltmeisterin. Nach ihrer aktiven Zeit trainierte sie in den 1990er-Jahren verschiedene Collegeteams und wurde danach erster weiblicher Trainer einer WNBA-Meistermannschaft. Seit 2006 war sie – nachdem sie seit 1997 bereits mehrfach Assistentin gewesen war – die Trainerin des US-Damen-Basketballteams, das sie 2006 zur Bronzemedaille bei der Weltmeisterschaft führen konnte. Donovan ist Mitglied der Naismith Memorial Basketball Hall of Fame, der Women’s Basketball Hall of Fame und der FIBA Hall of Fame.

## Als Aktive
Donovan begann ihre Laufbahn 1979 als Collegespielerin an der Old Dominion University in Norfolk, sie führte die Lady Monarchs der Universität in vier Jahren dreimal ins Final-Four-Turnier um die nationale Hochschulmeisterschaft und dabei 1980 zu einem Meistertitel der Association for Intercollegiate Athletics for Women (AIAW). In ihrem letzten Jahr 1982/83 erreichte sie das Final Four der NCAA Division I Basketball Championship. Sie wurde in verschiedene All-American-Auswahlen und 1983 als erste Frau zum Naismith College Player of the Year gewählt. Ihre 801 Blocks während ihrer Collegejahre sind die bis heute gültige Bestmarke für Collegespielerinnen.
Nach ihrem Collegeabschluss spielte sie für fünf Jahre für das Basketballteam von Shizuoka, Japan und für ein Jahr in Modena, Italien, bevor sie 1989 vom aktiven Sport zurücktrat.
Ihre größten Erfolge feierte Donovan mit der amerikanischen Nationalmannschaft; noch in ihrem ersten Collegejahr wurde Donovan in die US-Auswahl für das Turnier bei den olympischen Spielen 1980 in Moskau nominiert, kam aber wegen des US-Boykotts der Spiele nicht zum Einsatz, dafür gewann sie 1984 und 1988 Olympiagold. Daneben wurde Donovan 1983 Zweite und 1986 Siegerin bei den Weltmeisterschaften sowie 1983 und 1987 Amerikameisterin.

## Als Trainerin
Nach dem Ende ihrer aktiven Laufbahn arbeitete sie von 1990 bis 1995 als Co-Trainer des Teams ihrer Alma Mater, der Old Dominion University, bevor sie 1995 Cheftrainerin des Basketballteams der East Carolina University wurde. Wegen ihrer erfolgreichen Arbeit wurde sie 1997 Assistenztrainerin der US-Nationalmannschaft – was sie auch während ihrer Tätigkeit als Profitrainerin blieb – und 1998 Cheftrainerin der Philadelphia Rage in der American Basketball League, die aber bald den Spielbetrieb einstellen sollte. 2000 wurde sie als Übergangstrainerin des Indiana Fever in der WNBA eingesetzt, ein Jahr später wurde sie dann reguläre Trainerin des Charlotte Sting, den sie im ersten Jahr in die Finalserie der WNBA führte. Nach zwei Jahren wechselte sie 2003 zum Seattle Storm, mit dem sie 2004 als erster weiblicher Trainer die WNBA-Meisterschaft gewinnen konnte. Nach der Saison 2006 verließ sie Seattle und wurde als neue Basketball-Nationaltrainerin der USA eingesetzt. 2006 gewann sie als Trainerin WM-Bronze und führte das Team zu den Olympischen Sommerspielen 2008.
Donovan starb im Juni 2018 im Alter von 56 Jahren an Herzinsuffizienz.